# Tour El Tren de los Momentos
El Tour El Tren de los Momentos fue una gira de conciertos realizada por el cantante español Alejandro Sanz para promociónar su disco del mismo nombre: El Tren de los Momentos. La gira lo llevó por Latinoamérica, Estados Unidos y España. El tour comenzó en Perú para luego terminar en Madrid.

## Lista de canciones
1. El tren de los momentos[2]
2. En la planta de tus pies
3. Quisiera ser
4. Enséñame tus manos
5. A la primera persona
6. La peleíta
7. Cuando nadie me ve
8. Corazón partío
9. Donde convergemos
10. Regálame la silla donde te esperé
11. Se lo dices tú
12. Labana
13. Y, ¿si fuera ella? - Mi soledad y yo - La fuerza del corazón - Amiga mía
14. El alma al aire
15. Try to save your s'ong
16. Yo sé que la gente piensa
17. ¿Lo ves?
18. Te lo agradezco, pero no
19. No es lo mismo

## Fechas del Tour
| Fecha                    | Ciudad                 | País                 | Lugar                                        |
| ------------------------ | ---------------------- | -------------------- | -------------------------------------------- |
| Latinoamérica I          |                        |                      |                                              |
| 9 de marzo de 2007       | Lima                   | Perú                 | Explanada Estadio Monumental                 |
| 10 de marzo de 2007      | Lima                   | Perú                 | Explanada Estadio Monumental                 |
| 14 de marzo de 2007      | Antofagasta            | Chile                | Estadio Regional                             |
| 17 de marzo de 2007      | Santiago               | Chile                | Estadio Nacional                             |
| 19 de marzo de 2007      | Córdoba                | Argentina            | Orfeo Superdomo                              |
| 21 de marzo de 2007      | Rosario                | Argentina            | Estadio Rosario Central                      |
| 23 de marzo de 2007      | Buenos Aires           | Argentina            | Estadio River Plate                          |
| 18 de abril de 2007      | Ciudad de México       | México               | Auditorio Nacional                           |
| 19 de abril de 2007      | Ciudad de México       | México               | Auditorio Nacional                           |
| 21 de abril de 2007      | Ciudad de México       | México               | Auditorio Nacional                           |
| 22 de abril de 2007      | Ciudad de México       | México               | Auditorio Nacional                           |
| 25 de abril de 2007      | Ciudad de México       | México               | Auditorio Nacional                           |
| 26 de abril de 2007      | Ciudad de México       | México               | Auditorio Nacional                           |
| 28 de abril de 2007      | Ciudad de México       | México               | Auditorio Nacional                           |
| 29 de abril de 2007      | Ciudad de México       | México               | Auditorio Nacional                           |
| 4 de mayo de 2007        | León                   | México               | Poliforum León                               |
| 6 de mayo de 2007        | Guadalajara            | México               | Arena VFG                                    |
| 9 de mayo de 2007        | Monterrey              | México               | Auditorio Coca Cola                          |
| 11 de mayo de 2007       | Monterrey              | México               | Auditorio Coca Cola                          |
| 12 de mayo de 2007       | Monterrey              | México               | Auditorio Coca Cola                          |
| Europa I                 |                        |                      |                                              |
| 4 de agosto de 2007      | Santiago de Compostela | España               | Multiusos Fontes do Sar                      |
| 7 de agosto de 2007      | Gerona                 | España               | Ciudadela de Rosas                           |
| 9 de agosto de 2007      | Málaga                 | España               | Estadio La Rosaleda                          |
| 11 de agosto de 2007     | Cádiz                  | España               | La Mina                                      |
| 16 de agosto de 2007     | Valencia               | España               | Estadio de fútbol La Murta                   |
| 18 de agosto de 2007     | Alicante               | España               | Plaza de toros de Alicante                   |
| 20 de agosto de 2007     | Palma de Mallorca      | España               | Plaza de toros de Mallorca                   |
| 23 de agosto de 2007     | La Coruña              | España               | Coliseo La Coruña                            |
| 25 de agosto de 2007     | Ciudad Real            | España               | Polideportivo Rey Juan Carlos                |
| 28 de agosto de 2007     | Jaén                   | España               | Estadio Linarejos                            |
| 1 de septiembre de 2007  | Salamanca              | España               | Plaza de toros de Salamanca                  |
| 2 de septiembre de 2007  | San Sebastián          | España               | Velódromo de Anoeta                          |
| 4 de septiembre de 2007  | Barcelona              | España               | Palau Sant Jordi                             |
| 7 de septiembre de 2007  | Andorra la Vieja       | Andorra              | Estadio Comunal                              |
| 9 de septiembre de 2007  | Ponferrada             | España               | Auditorio Municipal Ponferrada               |
| 12 de septiembre de 2007 | Madrid                 | España               | Plaza de toros de las Ventas                 |
| 15 de septiembre de 2007 | Valencia               | España               | Plaza de toros de Valencia                   |
| 19 de septiembre de 2007 | Pamplona               | España               | Plaza de toros de Pamplona                   |
| 22 de septiembre de 2007 | Oviedo                 | España               | Pista de Atletismo de San Lázaro             |
| 25 de septiembre de 2007 | Granada                | España               | Palacio de los Deportes de Granada           |
| 27 de septiembre de 2007 | Murcia                 | España               | Plaza de toros de Murcia                     |
| 29 de septiembre de 2007 | Sevilla                | España               | Estadio Olímpico                             |
| Latinoamérica II         |                        |                      |                                              |
| 21 de octubre de 2007    | San Juan               | Puerto Rico          | Coliseo de Puerto Rico                       |
| 24 de octubre de 2007    | Ciudad de Guatemala    | Guatemala            | Forum Mundo E                                |
| 26 de octubre de 2007    | San Salvador           | El Salvador          | Estadio Nacional Jorge "El Mágico" González  |
| 30 de octubre de 2007    | Panamá                 | Panamá               | Figali Convention Centre                     |
| 1 de noviembre de 2007   | Managua                | Nicaragua            | Estadio Olímpico INJUDE                      |
| 7 de noviembre de 2007   | Cali                   | Colombia             | Plaza de toros de Cali                       |
| 8 de noviembre de 2007   | Bogotá                 | Colombia             | Coliseo Cubierto El Campín                   |
| 10 de noviembre de 2007  | Quito                  | Ecuador              | Estadio Olímpico Atahualpa                   |
| 13 de noviembre de 2007  | Lima                   | Perú                 | Estadio Nacional del Perú (Voces Solidarias) |
| Norteamérica I           |                        |                      |                                              |
| 16 de noviembre de 2007  | Los Ángeles            | Estados Unidos       | Gibson Amphitheatre                          |
| 17 de noviembre de 2007  | Los Ángeles            | Estados Unidos       | Gibson Amphitheatre                          |
| 20 de noviembre de 2007  | Las Vegas              | Estados Unidos       | The Pearl at the Palms Hotel & Casino        |
| 21 de noviembre de 2007  | San Diego              | Estados Unidos       | Cox Arena                                    |
| 23 de noviembre de 2007  | El Paso                | Estados Unidos       | El Paso County Coliseum                      |
| 25 de noviembre de 2007  | Phoenix                | Estados Unidos       | US Airways Center                            |
| 27 de noviembre de 2007  | Hidalgo                | Estados Unidos       | Dodge Arena                                  |
| 29 de noviembre de 2007  | Houston                | Estados Unidos       | Verizon Wireless Theatre                     |
| 30 de noviembre de 2007  | Dallas                 | Estados Unidos       | Nokia Theatre at Grand Prairie               |
| 2 de diciembre de 2007   | Orlando                | Estados Unidos       | Bob Carr Performing Arts Centre              |
| 5 de diciembre de 2007   | Laredo                 | Estados Unidos       | Laredo Enterteinment Centre                  |
| 8 de diciembre de 2007   | Miami                  | Estados Unidos       | American Airlines Arena                      |
| 25 de enero de 2008      | Nueva York             | Estados Unidos       | The Theatre at Madison Square Garden         |
| 27 de enero de 2008      | Boston                 | Estados Unidos       | Orpheum Theatre                              |
| 30 de enero de 2008      | Washington             | Estados Unidos       | DAR Constitution Hall                        |
| 1 de febrero de 2008     | Atlanta                | Estados Unidos       | Gwinnett Arena                               |
| 3 de febrero de 2008     | Chicago                | Estados Unidos       | Rosemont Theatre                             |
| 6 de febrero de 2008     | Tampa                  | Estados Unidos       | Tampa Bay Performing Arts Center             |
| Latinoamérica III        |                        |                      |                                              |
| 9 de febrero de 2008     | Santo Domingo          | República Dominicana | Palacio de los deportes                      |
| 12 de febrero de 2008    | San José               | Costa Rica           | Estadio Ricardo Saprissa                     |
| Europa II                |                        |                      |                                              |
| 31 de mayo de 2008       | Lisboa                 | Portugal             | Bela Vista Park Rock in Rio Lisbon 2008      |
| 5 de julio de 2008       | Madrid                 | España               | Arganda del Rey Rock in Rio Madrid 2008      |

### Box office score data (Billboard)
| Recinto                               | Ciudad              | Tickets vendidos / Disponibles | Recaudación |
| ------------------------------------- | ------------------- | ------------------------------ | ----------- |
| Auditorio Nacional                    | Ciudad de México    | 61,920 / 76,677 (81%)          | $2,804,005  |
| Poliforum León                        | León, México        | 7,414 / 8,500 (87%)            | $373,763    |
| Arena VFG                             | Guadalajara, México | 9,595 / 9,605 (99%)            | $470,975    |
| Auditorio Coca-Cola                   | Monterrey, México   | 18,923 / 25,324 (75%)          | $1,216,311  |
| US Airways Center                     | Phoenix, USA        | 1,678 / 4,835 (35%)            | $119,292    |
| Bela Vista Park, Festival Rock In Rio | Lisboa              | 48,831 / 48,831 (100%)         | $3,993,759  |
|                                       | Total               | 148,361 / 173,772 (85%)        | $8,978,105  |

## Cancelaciones y reprogramaciones
El show del 25 de marzo de 2007 en el Velódromo municipal de Montevideo Uruguay fue cancelado y no reprogramado
El show del 28 de octubre de 2007 en el Estadio Olímpico INJUDE de Managua Nicaragua fue reprogramado para el 1 de noviembre de 2007
El Show del 14 de febrero de 2008 en el Poliedro de Caracas Venezuela fue cancelado.

## Banda
- Michael Cirincione - Director Musical y Guitarra[20]
- Alfonso Pérez - Teclado, guitarra y coros
- Luis Dulzaides - Percusión
- Carlos Martin - Trombón, teclados y percusión
- Steve Rodríguez - Bajo
- Selan Lemer - Teclados y coros
- Nathaniel Townsley - Batería
- Christopher Hierro - Tecladosy Coros
- Meritxell Sust - Coros
- Sara Devine - Coros
- Javier Vercher - Trombón
- Luis Aquino - Trompeta